# Victor Poelaert
Pour les articles homonymes, voir Poelaert.
Denis Victor Poelaert est un sculpteur belge né à Bruxelles le 28 septembre 1820 où il est mort le 29 septembre 1859,.

## Biographie
Victor Poelaert étudia la sculpture à l'Académie royale des beaux-arts de Bruxelles et fut élève de Guillaume Geefs (1805-1883), sculpteur du Roi. Il subit également l'influence de François Rude (1784-1855), exilé à Bruxelles.
Victor Poelaert fut un sculpteur au ciseau délicat et distingué. Il était le frère de l'architecte Joseph Poelaert.
Mort jeune d'une affection de poitrine, Victor Poelaert, une des belles espérances de l'école de sculpture belge, n'eut pas le temps de développer une œuvre abondante.
Un beau portrait de Victor Poelaert, dû au peintre Louis Tiberghien (0,40 cm x 0,29 cm), a été déposé au Musée de la Ville de Bruxelles.

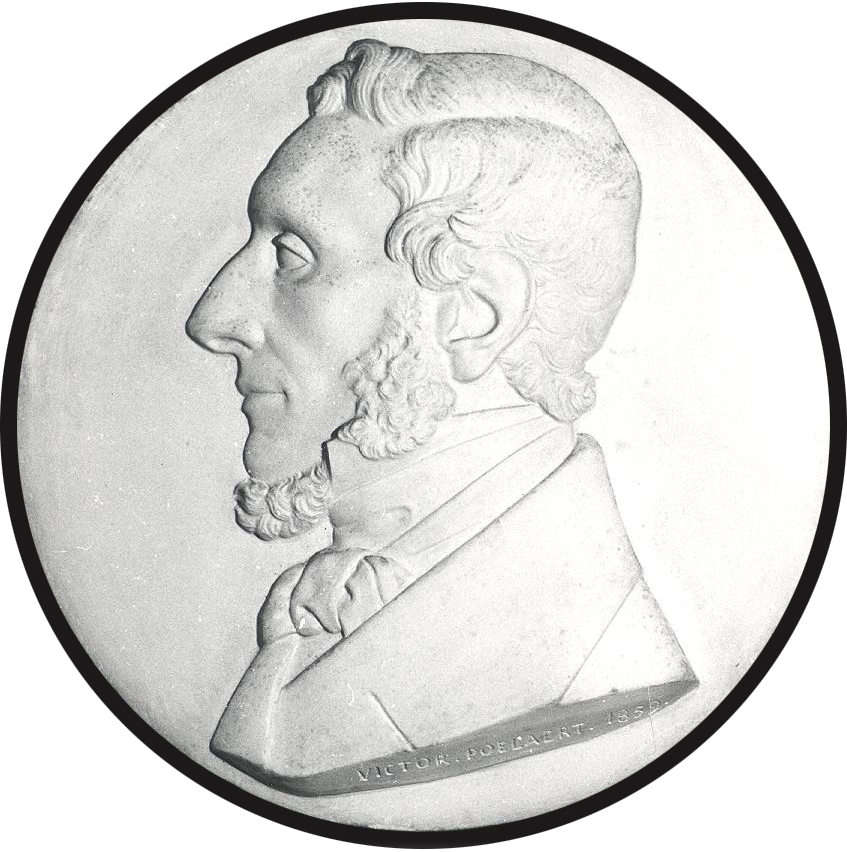
Par Victor Poelaert, médaillon en plâtre, portrait d'Eugène van Dievoet (1858-59)

## Œuvres
- Le Printemps orne l'aubette de la grille du milieu du Parc de Bruxelles (aubette qui est l'œuvre de son frère).
- 1856: Il sculpta également en 1856 les statues des Muses Polymnie et Euterpe ornant, sous forme de Cariatides, la porte du Théâtre royal de la Monnaie située rue de la Reine.
- 1857: La haine du joug, statue en plâtre (modèle destiné à être exécuté en pierre), exposée à l'"Exposition générale des Beaux-Arts" de Bruxelles de 1857[5].
- 1858-1859: Médaillon en plâtre représentant le portrait de son beau-frère Eugène van Dievoet (1804-1858), juge au tribunal de Commerce de Bruxelles, époux d'Hortense Poelaert (1815-1900).